# Gói Bali
Gói Bali là một thỏa thuận của Tổ chức Thương mại Thế giới thông qua trong kỳ họp thứ 9 tổ chức tại Bali, Indonesia. Kỳ họp dự kiến kéo dài từ 3-6/12/2013 nhưng đã kéo dài thêm một ngày đến 7/12. Kỳ họp nhằm nới lỏng cách rào cản thương mại. Đây là thỏa thuật đầu tiên WTO đạt được sau khi được các nước thành viên phê chuẩn. Gói Bali tạo thành một phần của Vòng phát triển Doha.
Theo một ước tính của Viện kinh tế học quốc tế Peterson, nếu các biện pháp hải quan của thỏa thuận được thực thi phù hợp, chúng có thể tạo ra 1000 tỷ USD hoạt động kinh tế toàn cầu, và 21 triệu việc làm mới và làm giảm chi phí thương mại quốc tế 10–15%..

## Đàm phán
Ban đầu Ấn Độ không đồng ý bỏ trợ cấp nông nghiệp do muốn tạo ra nông sản giá rẻ cho người dân Ấn Độ. Trung Quốc và Indonesia cũng có thách thức tương tự như Ấn Độ khi phải đảm bảo an ninh lương thực cho dân số của họ. Tuy nhiên, 2 quốc gia này đã đồng ý thỏa hiệp với Hoa Kỳ về vấn đề này. Trong khi Cuba, Bolivia, Nicaragua và Venezuela phản đối việc loại bỏ các văn bản liên quan đến lệnh cấm vận của Hoa Kỳ đối với Cuba. Cuối cùng, Ấn Độ và Hoa Kỳ đạt một thỏa hiệp nơi một giải pháp lâu dài để các khoản trợ cấp của Ấn Độ sẽ được quyết định trong các cuộc đàm phán riêng biệt tương lai trong vòng bốn năm, trong khi Cuba đạt đến một thỏa hiệp kiềm chế không phủ quyết thỏa thuận.